# Johannes Andersson i Stommen Trävattna
Johannes Andersson (i riksdagen kallad Andersson i Stommen Trävattna), född 12 januari 1811 i Ullene församling, Skaraborgs län, död 8 mars 1891 i Brismene församling, Skaraborgs län, var en svensk lantbrukare och politiker. Han företrädde bondeståndet i Skånings, Vilske och Valle härader vid ståndsriksdagen 1865–1866.